# Polizeiruf 110: Die letzte Fahrt
Die letzte Fahrt ist ein deutscher Kriminalfilm von Manfred Mosblech aus dem Jahr 1979. Der Fernsehfilm erschien als 62. Folge der Filmreihe Polizeiruf 110.

## Handlung
Auf verschneiter Straße in dünnbesiedelter Gegend läuft Familie Zimmermann am frühen Morgen ein Mann vor den Wagen. Sie vermuten, dass er betrunken ist, und der Mann bricht auch reglos zusammen. Frau Zimmermann alarmiert Polizei und Krankenwagen. Oberleutnant Jürgen Hübner ist wenig begeistert, bei Kälte und Schnee am frühen Morgen zu einem Einsatz gerufen zu werden. Er lässt sich von Leutnant Woltersdorf warme Kleidung an den Tatort bringen. Der Notarzt stellt fest, dass der Mann, der keine Papiere bei sich hatte, stark betrunken ist. Zunächst scheint kein Ermittlungsfall vorzuliegen. Jürgen Hübner folgt den Schneespuren des Mannes und steht bald darauf vor dem anscheinend verlassenen, im Eis festgefahrenen Motorgüterschiff Hohen Luckow. Musik spielt auf dem Schiff, die Tische zeugen von einem exzessiven Gelage. Auf dem Eis hinter dem Schiff liegt eine Leiche.
Der Tote wird als Hubert Göpfert identifiziert, der auf der Straße gefundene Mann als Ernst Klamroth. Beide gehörten zur Schiffsbesatzung. Uwe Wiechert, Schiffsführer der Hohen Luckow, ist hingegen flüchtig. Es stellt sich heraus, dass er seine Frau im Krankenhaus besucht, die gerade einen Sohn auf die Welt gebracht hat. Uwe gesteht seiner Frau, Hubert auf dem Gewissen zu haben. Die Obduktion ergibt, dass Hubert an einem Schlag auf den Kopf gestorben ist, der ein Blutgerinnsel im Hirn verursachte. Das Tatwerkzeug, ein zum Flaschenöffner umfunktionierter Schiffsnagel, findet sich unter Huberts Bett. Ernst Klamroth, der mit 3 Promille ins Krankenhaus eingeliefert wird, hat Huberts Blut an seiner Hand, kann sich jedoch an nichts erinnern. Zwei Frauen waren an Bord: Ernsts Verlobte Waltraud Stoll ist bereits vor dem Festfahren von Bord gegangen. Sie hatte sich mit Ernst gestritten. Als Jürgen Hübner sie vernehmen will, erfährt er, dass sie einen Nervenzusammenbruch hatte und nicht vernommen werden darf. Zudem hatte Hubert die Kellnerin Loni Fielenz an Bord geholt, was zum Streit zwischen Hubert und Ernst führte. Loni hat einen Kratzer an der Hand, den sie bei einer Rangelei erhalten habe. Die Fahndung nach Uwe wird eingeleitet. Die Polizei verhaftet ihn schließlich, als er erneut seine Frau im Krankenhaus aufsucht.
Uwe berichtet von den Vorkommnissen: Er sollte kurz vor Weihnachten einen Eiltransport nach Schwedt/Oder übernehmen. An Bord holte er nicht nur Hubert, sondern auch Ernst, der seiner Verlobten verspricht, dass es die letzte Fahrt sei. Er überredet sie, als Badegast mitzukommen, um das Leben an Bord einmal selbst zu erleben. Beide planen zu heiraten. Die Tour wird schwierig, weil die Fahrtrinne immer wieder zufriert. Als der Kahn im Eis stecken bleibt, gelingt es Ernst, den Kahn durch ruckartiges Manövrieren freizubekommen. Obwohl Hubert unbedingt am Anlegeplatz bei Kellnerin Lonis Kneipe halten will, um einen zu trinken, gibt Uwe die Anweisung, durchzufahren, weil alle Weihnachten zu Hause sein wollen. Kurz vor der Anlegestelle erfährt Uwe, dass er Vater geworden ist. Uwe, Ernst und Waltraut trinken unter Deck auf sein Wohl. Unterdessen stoppt Hubert den Kahn und holt Loni an Bord. Er ist in Loni verliebt, die jedoch schon lange eine Wochenendbeziehung zu Ernst pflegt. Hubert will ihr die Augen öffnen, damit sie sich von Ernst trennt und seine Freundin wird. Es kommt zum Eklat, als beide Frauen in der Messe aufeinandertreffen. Waltraut verlässt das Schiff, während Ernst Loni hinauswirft. Anschließend betrinkt er sich mit Hochprozentigem. Wenig später verlässt auch Loni, die aus Huberts Kabine kommt, den Kahn. Zwischen Ernst und Hubert kommt er zu einer Rangelei an Deck, doch ist Ernst zu betrunken für einen ernsthaften Zweikampf. Hubert blutet am Kopf, tut dies jedoch vor Uwe als unwichtig ab. Uwe bringt den Kahn übermüdet zum Laufen. Er schläft am Steuer ein und erwacht erst, als das Schiff festfährt. Ernst kann nicht helfen, weil er volltrunken ist. Hubert geht es nicht gut, doch versucht er mit Uwe zusammen das Schiff freizubekommen. Mit einem Staken will Hubert die Schiffsschraube freikriegen, doch reagiert er nicht auf Uwes Anweisungen. Als Uwe die Dieselmotoren anwirft, wird Hubert über den in der Schraube verklemmten Staken vom Schiff katapultiert und liegt tot auf dem Eis, als Uwe nach ihm sieht. Die Ermittler berichten ihm, dass nicht der Sturz den Tod verursacht hat, sondern das Blutgerinnsel infolge eines Schlages.
Aus Uwes Erzählung schließen die Ermittler, dass die Kopfwunde niemand der Besatzung verursacht hat. Sie befragen Loni, die ihnen berichtet, dass sie nach der Entdeckung von Ernsts Doppelspiel verzweifelt war und von Hubert etwas zu trinken erhalten habe. In der Kabine wurde er zudringlich und versuchte, sie zu vergewaltigen. Daraufhin schlug sie ihn mit dem Schiffsnagel. Er habe danach normal gewirkt und sie sei gegangen. Jürgen Hübner erklärt, dass die Folgen eines solchen Schlags teilweise erst einige Zeit später sichtbar werden – wie bei Hubert Göpfert.

## Produktion
Die letzte Fahrt wurde vom 1. Dezember 1978 bis 31. Januar 1979 unter dem Arbeitstitel Entscheidung im Hafen am Schwielowsee und Umgebung, am Zeuthener See sowie in Königs Wusterhausen, Lebus, Caputh, Karnin, Niederfinow und im Hafen Anklam gedreht. Die Kostüme des Films schuf Katrin Johnsen, die Filmbauten stammen von Klaus Winter. Der Film erlebte am 2. Dezember 1979 im 1. Programm des Fernsehens der DDR seine Fernsehpremiere. Die Zuschauerbeteiligung lag bei 61,7 Prozent.
Geplant waren die Dreharbeiten auf einem einzigen Schiff des VEB Binnenreederei Berlin, dem Motorschiff Luckau, welches im Film dann eigentlich während der gesamten Drehzeit durch permanente Abänderung der letzten beiden Buchstaben „Luckow“ heißen sollte. Bedingt durch den schweren Wintereinbruch war es dem Trägerbetrieb jedoch nicht mehr möglich, dieses Motorschiff für den Dreh bereitzustellen. Daher mussten die Dreharbeiten nunmehr auf drei verschiedenen Motorgüterschiffen durchgeführt werden. Da diese aber teilweise längere Schiffsnamen hatten, musste zur Abdeckung der originalen Schiffsnamen (nunmehr mittels austauschbarer Plane) auch der Schiffsname im Film verlängert werden, was dann zum Filmnamen „Hohen Luckow“ führte. Die Verwendung von drei Motorschiffen führte zu einem erheblichen Mehraufwand bei den Dreharbeiten.
Die Aufnahmen im Küstengebiet / Hafen Anklam und Karnin entstanden auf dem Motorschiff Zittau, die Aufnahmen im Schiffshebewerk in Niederfinow auf dem Motorschiff Nünchritz und die Hauptdreharbeiten im Berliner Umland wurden auf dem Motorschiff Teterow gedreht.
Der Film war die 62. Folge der Filmreihe. Oberleutnant Jürgen Hübner ermittelte in seinem 28. Fall, Leutnant Woltersdorf in seinem 6. Fall.